# Desa Tegaldowo (administrativ by i Indonesien, lat -7,40, long 110,84)
Desa Tegaldowo är en administrativ by i Indonesien.   Den ligger i provinsen Jawa Tengah, i den västra delen av landet, 500 km öster om huvudstaden Jakarta.